# Dobje pri Planini
Dobje pri Planini este o localitate din comuna Dobje, Slovenia, cu o populație de 130 de locuitori.